# Takal Pasir
Takal Pasir is een bestuurslaag in het regentschap Aceh Singkil van de provincie Atjeh, Indonesië. Takal Pasir telt 508 inwoners (volkstelling 2010).